# Tumba de Philippe Pot
La tumba de Philippe Pot es un monumento funerario del siglo XV dedicado a Philippe Pot. Se conserva expuesto en el Museo del Louvre en París, Francia.

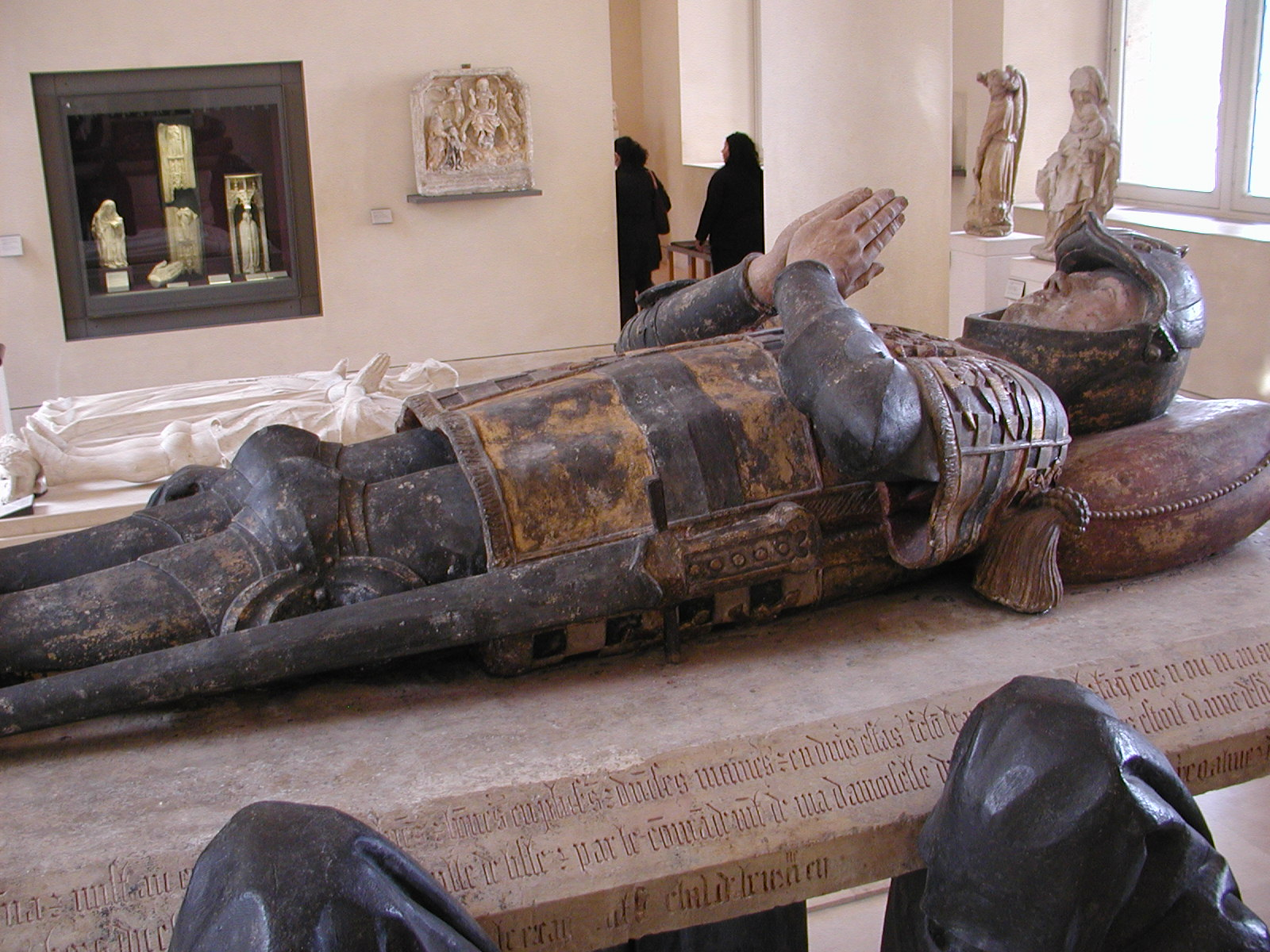
Efigie de Philippe Pot

## Descripción
La tumba es una escultura en piedra caliza policromada reforzada de oro y plomo, que mide 181 cm de alto y 260 cm de ancho y 167 cm de profundidad. Se trata de una losa sobre la que descansa yacente la imagen de Philippe Pot, a tamaño natural, representado con armadura. La losa se apoya en ocho dolientes, tallados en piedra negra, cuatro a cada lado. Cada uno de los dolientes tiene un escudo que representa los ocho cuarteles de nobleza de Philippe Pot.
Sobre la losa yace Philippe Pot vestido con armadura, las manos unidas en posición orante y acompañado de un perro acostado a sus pies. Aunque la escena parece reproducir un procesión de enterramiento, en realidad el yacente tiene los ojos abiertos y las manos juntas en oración. 

## Historia
La obra fue ejecutada entre 1477 y 1483 en nombre de Philippe Pot (1428-1493), gran senescal de Borgoña. Su autor no es conocido, la tumba se atribuye tradicionalmente a Antoine Le Moiturier. Fue erigida en la capilla de Saint-Jean-Baptiste de la abadía de Císter.
Durante la Revolución francesa, la obra es incautada como bien nacional y puesta en depósito para formar parte de las colecciones del proyectado museo de la catedral de Dijon. Sin embargo, desaparece: fue vendido en 1791 a Dardelin Duleu de Dijon, y luego pasa a ser propiedad de Jean François Messanges Pasquier. La colección de este último fue subastada, y la pieza se vende en 1808. La tumba entra a formar parte del acervo de Charles Richard Vesvrotte (1757-1840, fr) por la suma de 53 francos.
Charles Richard Vesvrotte instaló la obra en el jardín del hotel de Ruffey. Alphonse Richard Vesvrotte vendió este hotel en 1850, y la tumba pasó a ocupar la cripta del Hotel Agrain en Dijon, y posteriormente erigida en los jardines del Castillo de Vesvrotte.
En 1886, mientras que la tumba se encontraba bajo la custodia de Armand de Vesvrotte, el Estado francés reclamó la propiedad. Esta demanda es disputada por Vesvrotte, que litiga contra el Estado; este gana el proceso en 1887. En 1889, la obra fue adquirida por el Museo del Louvre. Se exhibe en la sala 10 (esculturas francesas del siglo XV).

## Galería de imágenes

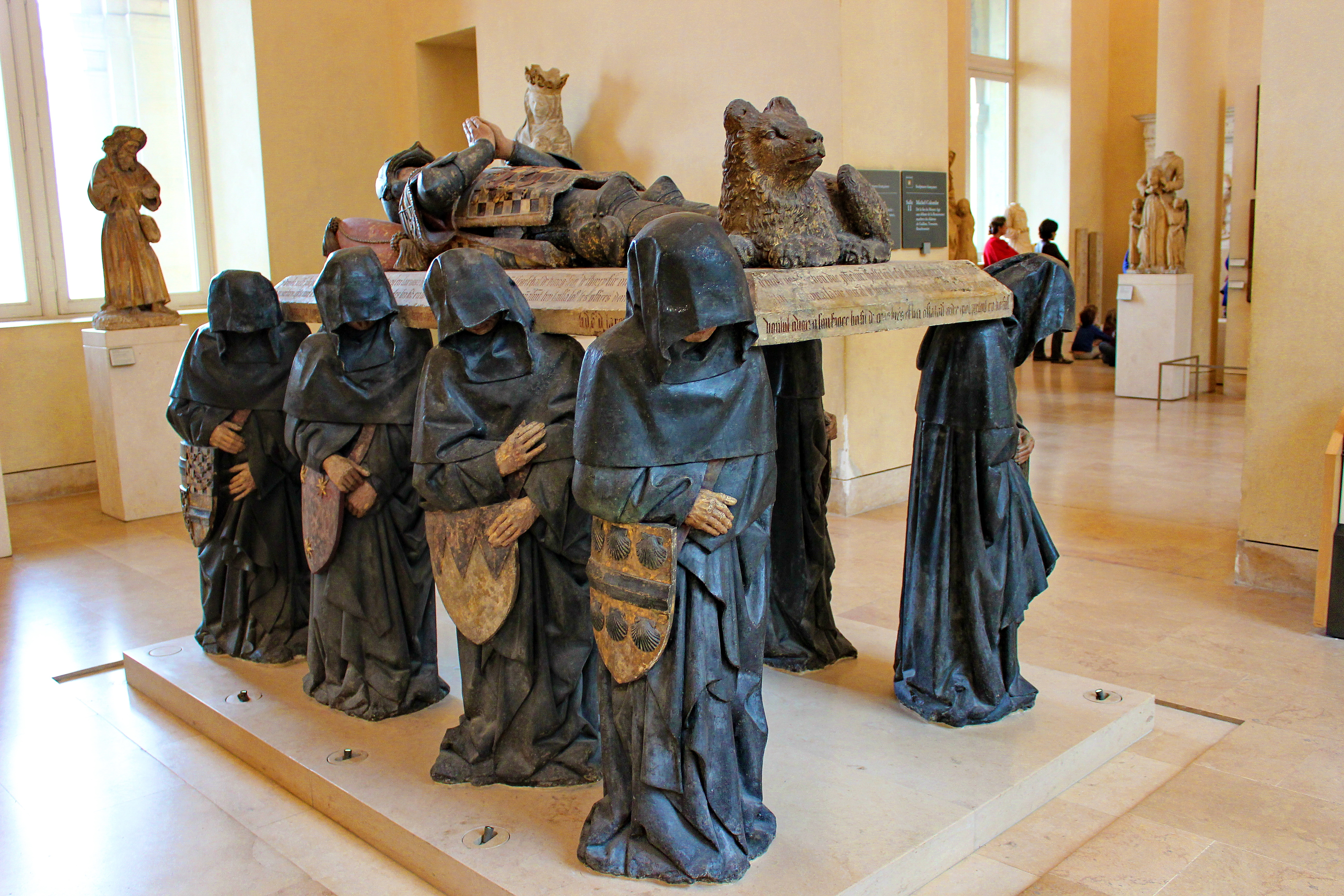
Vista 3/4 desde los pies
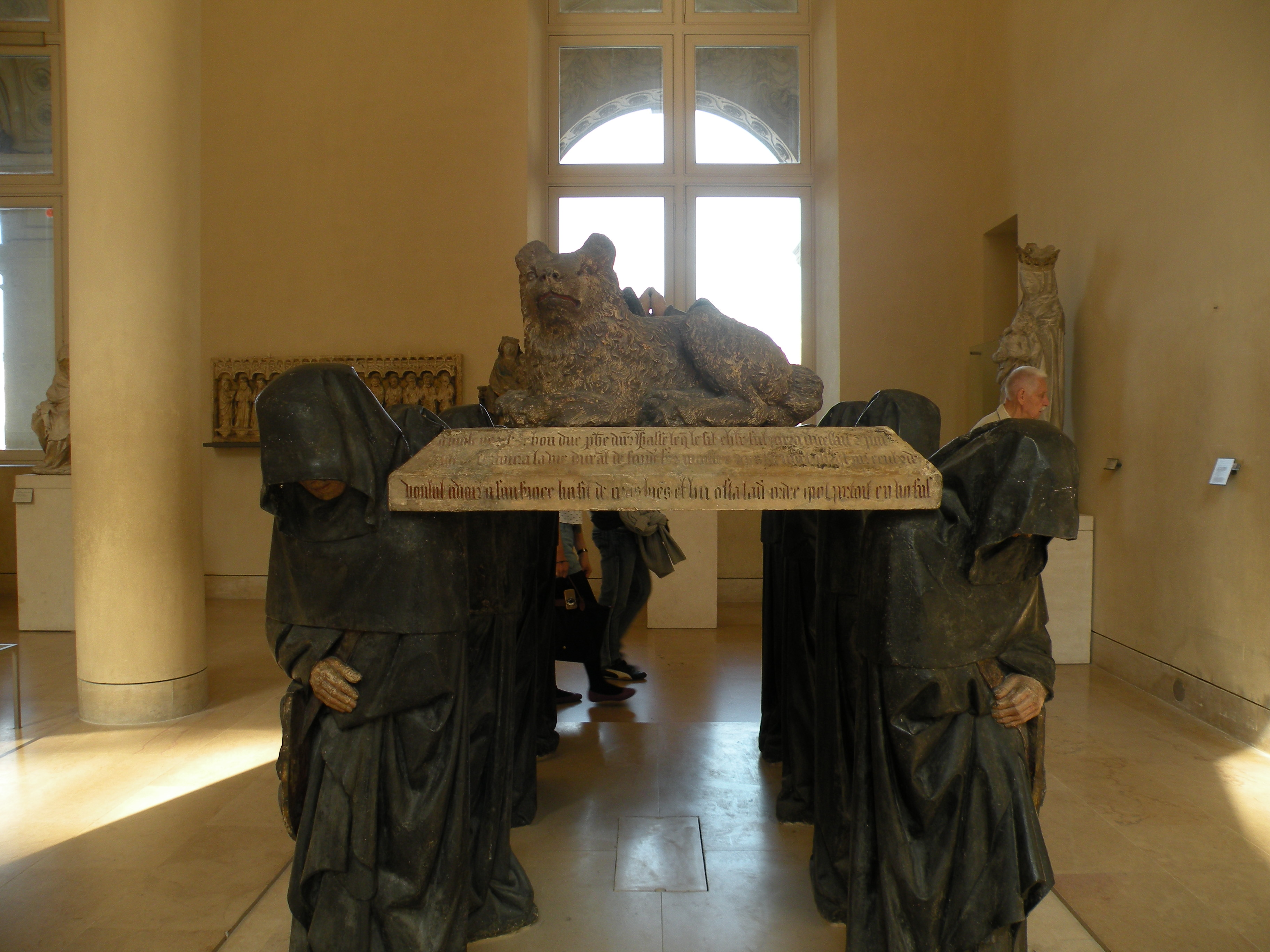
Pies de la tumba.
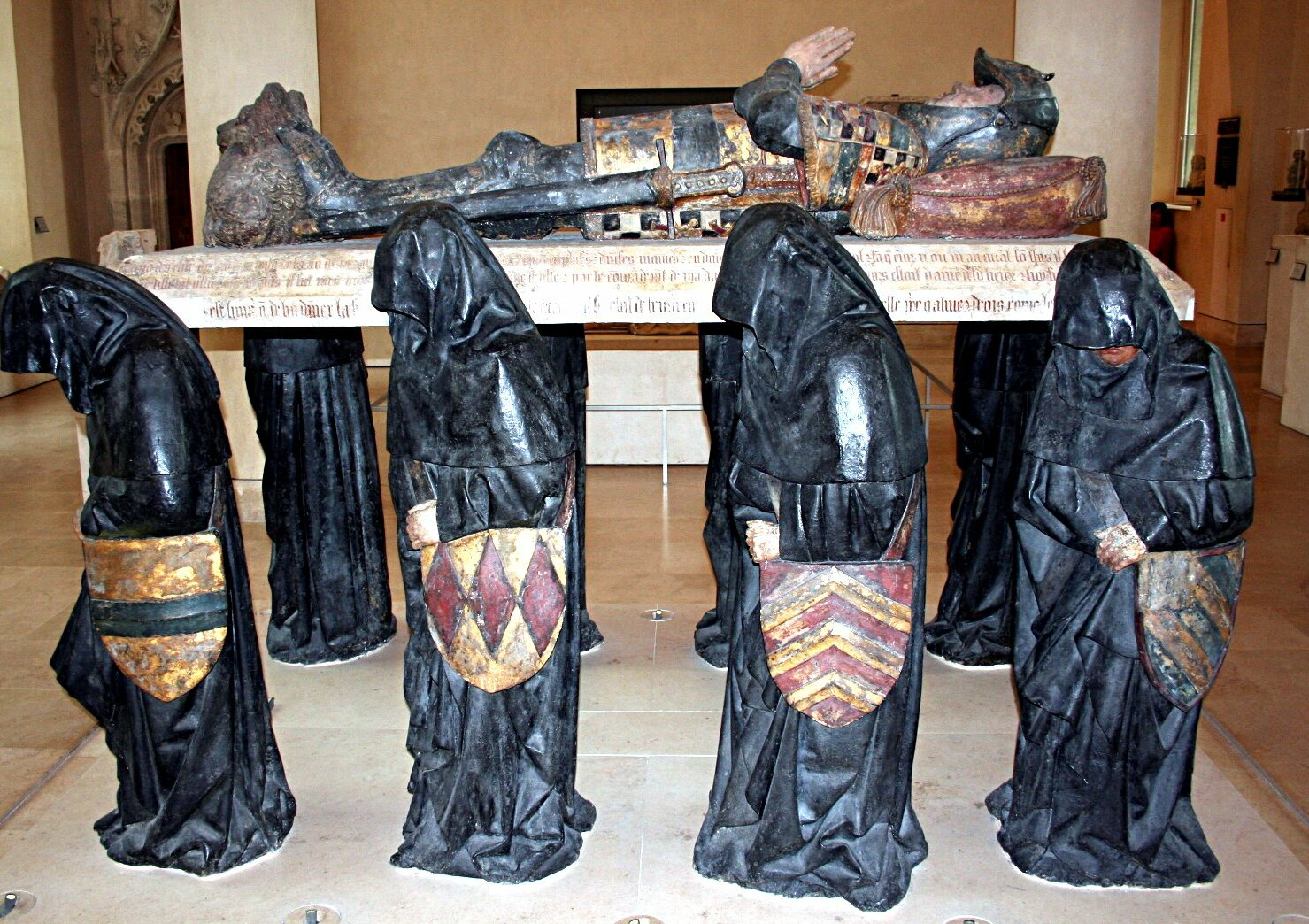
Vista lateral